# Abranches (família)
A Família Abranches teve início no famoso cavaleiro fidalgo D. Álvaro Vaz de Almada, por Henrique VI de Inglaterra titulado conde de Avranches (logo passado a Abranches em Portugal) na Normandia e que acompanhou o infante D. Infante D. Pedro no recontro de Alfarrobeira onde ambos perderam a vida frente às hostes do rei D. Afonso V de Portugal, sobrinho e genro do infante.
Os filhos de D. Álvaro adoptaram o nome do título (Abranches). Como D. Álvaro e os filhos caíram em desgraça, por terem apoiado o infante D. Pedro, só o filho mais novo, do 2º casamento, então uma criança, não se exilou, embora tenha sido escondido na Beira.
Este filho, D. Fernando, quando voltou a Lisboa e foi recebido por D. Afonso V e tomou o nome Almada, original, e veio mesmo, mais tarde, a requerer o título do pai, que lhe foi concedido, sendo o 2º e último conde de Abranches. Os outros filhos de D. Álvaro foram mais tarde perdoados por ordem real e regressaram ao Reino de Portugal.

## Curiosidade
Este apelido passou, ao longo do tempo e em diferentes regiões, por alguma variações.
Além da troca comum do original francês "Avranches" por Abranches quando toca ao português, por vezes, erradamente aparece "Abrantes", e, em certa escrita antiga portuguesa, aparece como "Brãnches" ou "Dabranches" derivado de "d´Abranches" (como foi o caso usado pelo cronista Garcia de Resende ao referir-se a D. Fernando de Almada, 4.º conde de Avranches]). Mas talvez o mais curioso é ter surgido o "Branches", em alguns pergaminhos (como foi o caso de se referirem a João de Abranches como "Juan de Branches", quando esteve a lutar na Catalunha ao lado de D. Pedro de Coimbra, Condestável de Portugal e rei de Aragão).